# Толчковый удар
Толчковый удар — разновидность направленных импульсных движений в спортивных единоборствах и боевых искусствах, промежуточная между ударами и толчками. Толчковые удары ногами и руками в разных вариантах выполнения присутствуют в различных единоборствах. Толчковые удары оружием (или предметами имитирующими оружие) в определённых разновидностях боевых искусств именуются тычковыми ударами.

## Применение
Толчковые удары могут применяться как форма обозначения ударных действий для снижения риска для здоровья бойцов в ходе тренировочных спаррингов и соревнований, либо как способ оттеснения соперника, выведения его на необходимую дистанцию, либо сваливания его на землю, поскольку устоять на месте не отшагнув назад получив толчковый удар сложнее, чем пропустив проносной или хлёсткий удар эквивалентной силы, выполненный той же конечностью. Впрочем, толчковые удары ногой так же могут быть нокаутирующими. В единоборствах с преобладающей ударной техникой ногами, например в тхэквондо («миро») и тайском боксе («тип»), толчковый удар ногой и руками применяется как один из способов защиты от ударов противника (наряду с защитой отбивом, подставкой, отшагом, ударом на опережение и т. п.).

## Разновидности
| Разновидности толчковых ударов в различных единоборствах | Разновидности толчковых ударов в различных единоборствах | Разновидности толчковых ударов в различных единоборствах | Разновидности толчковых ударов в различных единоборствах | Разновидности толчковых ударов в различных единоборствах                                                                    | Разновидности толчковых ударов в различных единоборствах |
| Название удара по-русски                                 | Оригинальное название                                    | Единоборство                                             | Единоборство                                             | Описание | Техника выполнения                                       |
| -------------------------------------------------------- | -------------------------------------------------------- | -------------------------------------------------------- | -------------------------------------------------------- | --- | -------------------------------------------------------- |
|                                                          |                                                          | Япония                                                   | тайдзюцу                                                 | |                                                          |
| миро чхаги                                               | 밀어차기                                                 | Республика Корея                                         | тхэквондо                                                | толчковый удар дальней ногой в корпус                                                                                       | Видео                                                    |
| миро макги                                               | 밀어막기                                                 | Республика Корея                                         | тхэквондо                                                | блок (опережающая защита от удара соперника) толчком руками                                                                 |                                                          |
| доо палмок миро макги                                    |                                                          | Республика Корея                                         | тхэквондо                                                | блок толчком руками скрещенными в предлечьях                                                                                |                                                          |
| сонбадак миро макги                                      |                                                          | Республика Корея                                         | тхэквондо                                                | блок толчком прямой ладонью                                                                                                 |                                                          |
| тип-тронг                                                | มวยไทย                                                   | Таиланд                                                  | тайский бокс                                             | силовой толчковый удар ногой в туловище                                                                                     | Видео                                                    |
| тип-робгаун                                              |                                                          | Таиланд                                                  | тайский бокс                                             | скоростной толчковый удар ногой по ноге                                                                                     | Видео                                                    |
| те-код                                                   |                                                          | Таиланд                                                  | тайский бокс                                             | полукруговой скоростной толчковый удар ногой в голову по восходящей траектории с резким доворотом стопы вниз перед касанием | Видео                                                    |
| нака-бид-ханг                                            | มวยไทย                                                   | Таиланд                                                  | тайский бокс                                             | полукруговой скоростной толчковый удар ногой в торс                                                                         | Видео                                                    |
| бенсау                                                   | Bênção                                                   | Бразилия                                                 | капоэйра                                                 | толчковый удар вперёд полной стопой                                                                                         | Видео                                                    |
| пуш-кик                                                  | push kick                                                | Соединённые Штаты Америки                                | кикбоксинг                                               | | Видео                                                    |
| пуш-кик                                                  | push kick                                                | Соединённые Штаты Америки                                | система рукопашного боя американской морской пехоты      | | Видео                                                    |